# Schleicher ASH 30 Mi
Die Schleicher ASH 30 Mi des Herstellers Alexander Schleicher ist der eigenstartfähige, doppelsitzige Nachfolger des Segelflugzeuges ASH 25. Sie zählt zur Offenen Klasse.

## Geschichte
Die Planungen für die ASH 30 Mi begannen 2006. Seit der Projektvorstellung auf der Firmenwebsite im Dezember 2006 wurden Kundenbestellungen entgegengenommen. Auf der Messe AERO 2007 in Friedrichshafen im April 2007 wurde das Projekt der Öffentlichkeit präsentiert. Im Mai 2008 war der Formenbau weitestgehend abgeschlossen, und es lagen 40 Festbestellungen vor. Um Kapazitäten für die ASH 30 Mi freizumachen, wurde die Produktion der Vorgänger ASH 25 und ASH 25 Mi im September 2008 eingestellt.
Der Prototypenrumpf der ASH 30 Mi mit dem Kennzeichen D-KFSA wurde auf der Messe AERO 2009 ausgestellt.
Ende des Jahres 2010 war das Flugzeug in der Rohbaumontage. Anfang April 2011 konnte der Konstrukteur Martin Heide vom Flugplatz Wasserkuppe zum Erstflug starten. Die EASA-Musterzulassung erfolgte am 1. April 2016.

## Konstruktion
Die Querruder- und Wölbklappensteuerung entspricht der der ASG 29 und wird durch Luftkanäle angeblasen. Der Tragflügel mit Winglets ist an der Rumpfschulter angebracht. Die Ruderschlitze sind abgedichtet. Die Profildicke liegt bei 13 %. In den Tragflügeln ist der Wassertank mit einer Kapazität von 160 l untergebracht, der teilweise durch Kraftstofftanks ersetzt werden kann.
Das Spornrad kann sowohl in fester als auch beweglicher Ausführung ausgeführt werden. Das einrädrige gefederte Hauptfahrwerk ist einziehbar und kann mit einer Scheibenbremse gebremst werden.
Die Cockpitgestaltung wurde auf hohen Komfort ausgelegt, um bei langer Flugdauer die Leistungsfähigkeit des Piloten zu verbessern. Rückenlehne und Kopfstütze des Piloten sind auch im Fluge einstellbar.
Der Antrieb erfolgt durch einen Wankelmotor des Herstellers Austro Engine, der mit Doppelzündanlage und elektronischer Benzineinspritzung ausgestattet ist. Die Triebwerksanlage ist hinter dem Cockpit fest im Rumpf montiert, der Propellerturm kann im Flug ein- und ausgeklappt werden. Der Propeller wird von Schleicher selbst gefertigt.

## Technische Daten
| Kenngröße                 | Daten | |
| ------------------------- | --- | --- |
| Besatzung                 | 2 | 2 |
| Spannweite                | 26,5 m | |
| Flügelfläche              | 17,17 m²                                                                                                   | |
| max. Startmasse           | 850 kg | |
| Leermasse                 | 630 kg | |
| Cockpitzuladung           | 200 kg | |
| max. Wasserballast Flügel | 50 l | |
| Geringstes Sinken         | 0,41 m/s                                                                                                   | |
| Gleitzahl                 | >60 | |
| Höchstgeschwindigkeit     | 270 km/h                                                                                                   | |

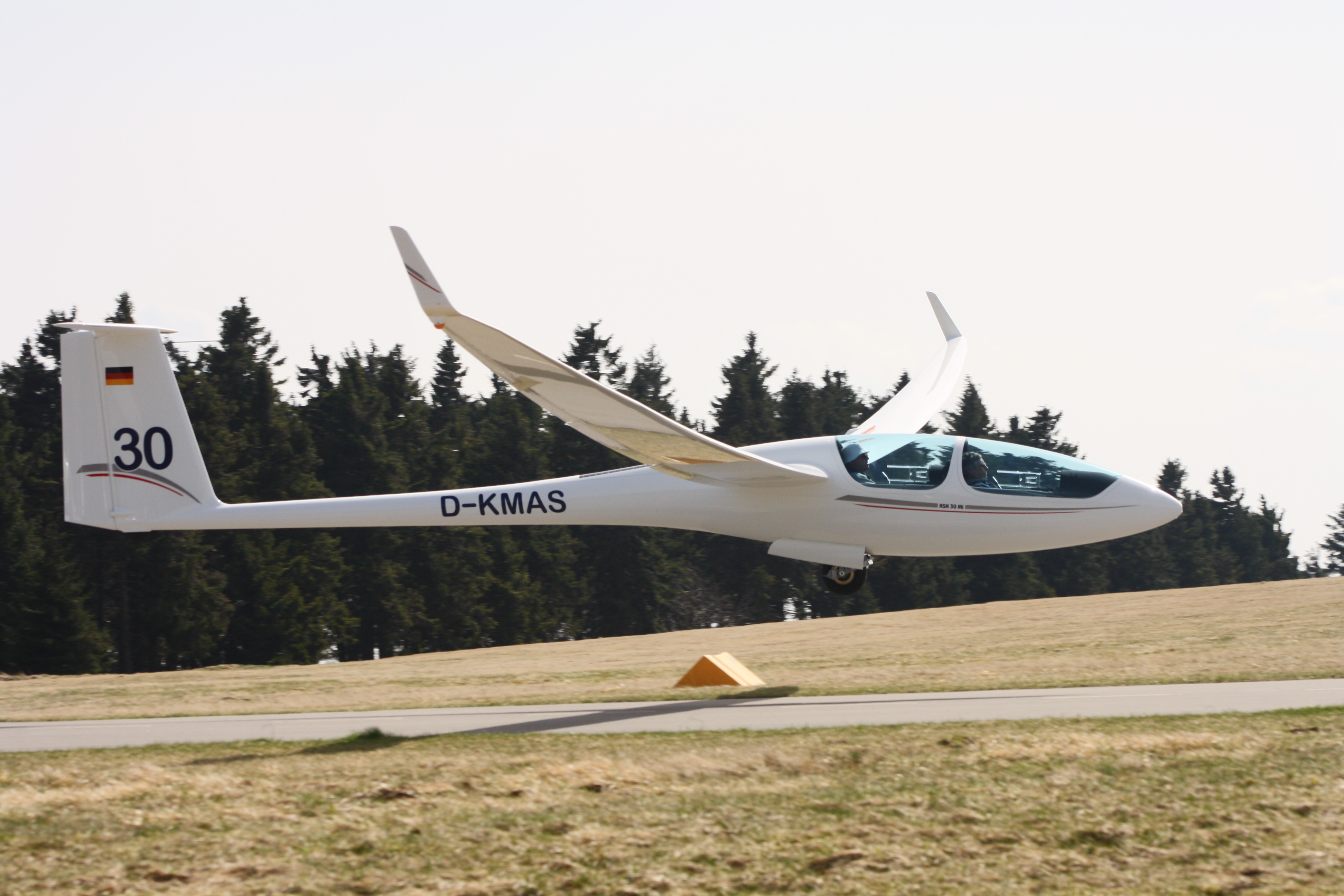
ASH 30 Mi bei der Landung

| Triebwerk                 | IAE 50R-AA von Austro Engine: Wankel-Triebwerk mit elektronischer Kraftstoffeinspritzung mit 41 kW (56 PS) | IAE 50R-AA von Austro Engine: Wankel-Triebwerk mit elektronischer Kraftstoffeinspritzung mit 41 kW (56 PS) |